# CEV Cup 2014–2015 (damer)
CEV Cup 2014–2015 utspelade sig mellan 11 november 2014 och 11 april 2015. Det var den 43:e upplagan av CEV Cup och 36 lag deltog i turneringen. VK Dinamo Krasnodar vann tävlingen för första gången genom att vinna över Trefl Sopot i finalen. Tatjana Košeleva utsågs till mest värdefulla spelare.

## Regelverk
Tävlingen bestod av sextondelsfinaler, åttondelsfinaler, kvartsfinaler, 'challenge round' (där fyra lag från Champions League 2014-15 gick in i turneringen), semifinaler och final. Samtliga bestod av två möten - hemma och borta. Om lagen hamnade på samma poäng (vid 3-0 eller 3-1 i set fick vinnaren tre poäng och förloraren noll poäng, vid 3-2 i set fick vinnaren två poäng och förloraren en poäng) så spelades ett golden set för att avgöra mötet.

## Deltagande lag
| - CS Știința Bacău - İqtisadçı VK - Lokomotiv Baku - Rabita Baku - OK Röda stjärnan Belgrad - Béziers Volley - CSM Volei Alba Blaj - VK Královo Pole - CS Dinamo București | - Charleroi Volley - Imoco Volley - MKS Dąbrowa Górnicza - VDK Gent - Maccabi Haifa - HPK Naiset - OK Kamnik - ATSC Klagenfurt - Volley Köniz | - VK Dinamo Krasnodar - Galatasaray SK - Entente Sportive Le Cannet-Rocheville - ASKÖ Linz-Steg - OK Branik - CV Logroño - Volley-Ball Nantes - NUC Volleyball - AGIL Volley | - VK UP Olomouc - VK Omitjka - Olympiakos SFP - VK Sieverodontjanka - Trefl Sopot - Rote Raben Vilsbiburg - VK Chimik - VK Orbita-ZTMK-ZNU - Amigos-Van Pelt Sint-Antonius-Zoersel |

## Turneringen

### Sextondelsfinaler

#### Match 1
| 11 november 2014 Burhan Felek Spor Salonu, Istanbul Speltid: 1h:18 - Åskådare: 300   | Galatasaray SK        | 3 - 0 | Entente Sportive Le Cannet-Rocheville | 25-21, 25-20, 25-21               |
| 12 november 2014 Melina Merkourī Hall, Rentis Speltid: 1h:22 - Åskådare: 300         | Olympiakos SFP        | 0 - 3 | VDK Gent                              | 18-25, 19-25, 25-27               |
| 12 november 2014 Sala Polivalentă Dinamo, Bukarest Speltid: 1h:45 - Åskådare: 200    | CS Dinamo București   | 1 - 3 | MKS Dąbrowa Górnicza                  | 19-25, 17-25, 25-22, 22-25        |
| 12 november 2014 Sporthalle Weissenstein, Bern Speltid: 2h:05 - Åskådare: 470        | Volley Köniz          | 3 - 2 | CSM Volei Alba Blaj                   | 22-25, 15-25, 25-21, 25-23, 15-12 |
| 13 november 2014 Romema Sports Arena, Haifa Speltid: 1h:55 - Åskådare: 1 350         | Maccabi Haifa         | 3 - 2 | Béziers Volley                        | 23-25, 25-22, 20-25, 25-23, 15-12 |
| 11 november 2014 Městská Hala Vodova, Brno Speltid: 1h:47 - Åskådare: 400            | VK Královo Pole       | 3 - 1 | ASKÖ Linz-Steg                        | 18-25, 25-15, 25-20, 25-19        |
| 24 november 2014 Spiroudome, Charleroi Speltid: 2h:10 - Åskådare: 400                | VK Orbita-ZTMK-ZNU    | 2 - 3 | Charleroi Volley                      | 25-23, 23-25, 19-25, 25-22, 12-15 |
| - Speltid: 0 - Åskådare: 0                                                           | CV Logroño            | 3 - 0 | İqtisadçı VK                          | 25-0, 25-0, 25-0                  |
| 11 november 2014 FSK Olymp, Južne Speltid: 1h:37 - Åskådare: 2100                    | VK Chimik             | 1 - 3 | Imoco Volley                          | 22-25, 25-21, 20-25, 21-25        |
| 12 november 2014 Športna Dvorana Ljudski Vrt, Maribor Speltid: 2h:21 - Åskådare: 250 | OK Branik             | 3 - 2 | NUC Volleyball                        | 25-19, 24-26, 26-24, 23-25, 15-10 |
| 11 november 2014 Univerzita Palackého, Olomouc Speltid: 1h:55 - Åskådare: 500        | VK UP Olomouc         | 3 - 2 | Amigos-Van Pelt Sint-Antonius-Zoersel | 25-21, 17-25, 25-16, 12-25, 15-6  |
| - Speltid: 0 - Åskådare: 0                                                           | Trefl Sopot           | 3 - 0 | VK Sieverodontjanka                   | 25-0, 25-0, 25-0                  |
| 12 november 2014 Ballsporthalle, Vilsbiburg Speltid: 1h:26 - Åskådare: 702           | Rote Raben Vilsbiburg | 0 - 3 | Lokomotiv Baku                        | 17-25, 24-26, 22-25               |
| 12 november 2014 Športna dvorana, Kamnik Speltid: 1h:11 - Åskådare: 300              | OK Kamnik             | 0 - 3 | OK Röda stjärnan Belgrad              | 16-25, 14-25, 16-25               |
| 12 november 2014 Sporthalle Lerchenfeld, Klagenfurt Speltid: 1h:12 - Åskådare: 300   | ATSC Klagenfurt       | 0 - 3 | HPK Naiset                            | 10-25, 14-25, 17-25               |
| 12 november 2014 PalaTerdoppio, Novara Speltid: 1h:43 - Åskådare: 2 100              | AGIL Volley           | 1 - 3 | VK Dinamo Krasnodar                   | 25-20, 20-25, 19-25, 15-25        |

#### Match 2
| 26 november 2014 Gymnase Maillan, Le Cannet Speltid: 1h:44 - Åskådare: 500       | Entente Sportive Le Cannet-Rocheville | 2 - 3 | Galatasaray SK        | 15-25, 21-25, 25-19, 25-13, 9-15     |
| 26 november 2014 Edugo Topsporthal, Gand Speltid: 1h:33 - Åskådare: 430          | VDK Gent                              | 0 - 3 | Olympiakos SFP        | 19-25, 21-25, 18-25 Golden set: 7-15 |
| 26 november 2014 Hala Centrum, Dąbrowa Górnicza Speltid: 1h:40 - Åskådare: 1 000 | MKS Dąbrowa Górnicza                  | 3 - 2 | CS Dinamo București   | 19-25, 25-18, 25-15, 22-25, 15-4     |
| 26 november 2014 Sala Transilvania, Sibiu Speltid: 1h:14 - Åskådare: 1 350       | CSM Volei Alba Blaj                   | 3 - 0 | Volley Köniz          | 25-21, 25-17, 25-19                  |
| 25 november 2014 Palais des Sports, Agde Speltid: 1h:10 - Åskådare: 700          | Béziers Volley                        | 3 - 0 | Maccabi Haifa         | 25-19, 27-25, 25-16                  |
| 25 november 2014 Tips Arena, Linz Speltid: 1h:59 - Åskådare: 300                 | ASKÖ Linz-Steg                        | 1 - 3 | VK Královo Pole       | 15-25, 18-25, 25-23, 25-27           |
| 25 november 2014 Spiroudome, Charleroi Speltid: 1h:57 - Åskådare: 500            | Charleroi Volley                      | 3 - 2 | VK Orbita-ZTMK-ZNU    | 25-20, 22-25, 25-21, 19-25, 15-7     |
| - Speltid: 0 - Åskådare: 0                                                       | İqtisadçı VK                          | 0 - 3 | CV Logroño            | 0-25, 0-25, 0-25                     |
| 26 november 2014 PalaVerde, Villorba Speltid: 2h:02 - Åskådare: 2 400            | Imoco Volley                          | 3 - 1 | VK Chimik             | 24-26, 25-23, 34-32, 25-23           |
| 27 november 2014 Halle de la Riveraine, Neuchâtel Speltid: - Åskådare:           | NUC Volleyball                        | 2 - 3 | OK Branik             | 18-25, 25-17, 25-17, 18-25, 7-15     |
| 26 november 2014 Van Pelt Arena, Zoersel Speltid: 1h:54 - Åskådare: 800          | Amigos-Van Pelt Sint-Antonius-Zoersel | 3 - 1 | VK UP Olomouc         | 23-25, 25-19, 25-22, 28-26           |
| - Speltid: 0 - Åskådare: 0                                                       | VK Sieverodontjanka                   | 0 - 3 | Trefl Sopot           | 0-25, 0-25, 0-25                     |
| 26 november 2014 A.Y.S. Sport Hall, Baku Speltid: 1h:47 - Åskådare: 850          | Lokomotiv Baku                        | 3 - 1 | Rote Raben Vilsbiburg | 25-22, 25-23, 22-25, 25-17           |
| 25 november 2014 Šumice Sport Center, Belgrad Speltid: 1h:40 - Åskådare: 300     | OK Röda stjärnan Belgrad              | 3 - 1 | OK Kamnik             | 25-21, 25-11, 17-25, 25-22           |
| 26 november 2014 Elenia Areena, Tavastehus Speltid: 1h:42 - Åskådare: 411        | HPK Naiset                            | 3 - 1 | ATSC Klagenfurt       | 25-17, 25-11, 20-25, 25-18           |
| 25 november 2014 Dvorec sporta Olimp, Krasnodar Speltid: 2h:00 - Åskådare: 755   | VK Dinamo Krasnodar                   | 3 - 2 | AGIL Volley           | 25-21, 17-25, 27-25, 19-25, 15-8     |

#### Kvalificerade lag
| - Olympiakos SFP - Lokomotiv Baku - OK Röda stjärnan Belgrad - Charleroi Volley - Imoco Volley - Béziers Volley - CSM Volei Alba Blaj - VK Královo Pole | - MKS Dąbrowa Górnicza - Galatasaray SK - HPK Naiset - VK Dinamo Krasnodar - OK Branik - CV Logroño - Trefl Sopot - Amigos-Van Pelt Sint-Antonius-Zoersel |

### Åttondelsfinaler

#### Match 1
| 11 december 2014 Burhan Felek Spor Salonu, Istanbul Speltid: 1h:46 - Åskådare: 500 | Galatasaray SK           | 3 - 1 | Olympiakos SFP                        | 23-25, 25-22, 25-16, 25-22 |
| 10 december 2014 Hala Centrum, Dąbrowa Górnicza Speltid: 1h:45 - Åskådare: 1 000   | MKS Dąbrowa Górnicza     | 3 - 1 | CSM Volei Alba Blaj                   | 25-22, 25-16, 19-25, 25-22 |
| 9 december 2014 Palais des Sports, Agde Speltid: 1h:18 - Åskådare: 400             | Béziers Volley           | 3 - 0 | VK Královo Pole                       | 25-19, 25-22, 25-17        |
| 9 december 2014 Spiroudome, Charleroi Speltid: 1h:46 - Åskådare: 375               | Charleroi Volley         | 1 - 3 | CV Logroño                            | 23-25, 23-25, 25-20, 24-26 |
| 10 december 2014 PalaVerde, Villorba Speltid: 1h:19 - Åskådare: 2 750              | Imoco Volley             | 3 - 0 | OK Branik                             | 25-23, 25-13, 25-23        |
| 11 december 2014 Ergo Arena, Sopot Speltid: 1h:05 - Åskådare: 1 200                | Trefl Sopot              | 3 - 0 | Amigos-Van Pelt Sint-Antonius-Zoersel | 25-13, 25-16, 25-19        |
| 11 december 2014 Šumice Sport Center, Belgrad Speltid: 1h:07 - Åskådare: 350       | OK Röda stjärnan Belgrad | 0 - 3 | Lokomotiv Baku                        | 16-25, 21-25, 12-25        |
| 9 december 2014 Dvorec sporta Olimp, Krasnodar Speltid: 1h:11 - Åskådare: 1 560    | VK Dinamo Krasnodar      | 3 - 0 | HPK Naiset                            | 25-14, 25-22, 25-14        |

#### Match 2
| 16 december 2014 Melina Merkourī Hall, Rentis Speltid: 1h:25 - Åskådare: 300         | Olympiakos SFP                        | 0 - 3 | Galatasaray SK           | 22-25, 23-25, 22-25               |
| 17 december 2014 Sala Transilvania, Sibiu Speltid: 2h:03 - Åskådare: 1 500           | CSM Volei Alba Blaj                   | 3 - 2 | MKS Dąbrowa Górnicza     | 25-19, 20-25, 25-12, 20-25, 19-17 |
| 16 december 2014 Městská Hala Vodova, Brno Speltid: 1h:14 - Åskådare: 320            | VK Královo Pole                       | 0 - 3 | Béziers Volley           | 19-25, 16-25, 21-25               |
| 16 december 2014 Palacio de La Rioja, Logroño Speltid: 1h:19 - Åskådare: 1 900       | CV Logroño                            | 3 - 0 | Charleroi Volley         | 25-20, 25-15, 25-19               |
| 17 december 2014 Športna Dvorana Ljudski Vrt, Maribor Speltid: 2h:01 - Åskådare: 650 | OK Branik                             | 3 - 2 | Imoco Volley             | 16-25, 16-25, 26-24, 25-18, 15-12 |
| 18 december 2014 Van Pelt Arena, Zoersel Speltid: 1h:09 - Åskådare: 800              | Amigos-Van Pelt Sint-Antonius-Zoersel | 0 - 3 | Trefl Sopot              | 16-25, 12-25, 18-25               |
| 17 december 2014 A.Y.S. Sport Hall, Baku Speltid: 1h:45 - Åskådare: 1 000            | Lokomotiv Baku                        | 3 - 1 | OK Röda stjärnan Belgrad | 25-22, 25-20, 23-25, 25-23        |
| 17 december 2014 Elenia Areena, Tavastehus Speltid: 1h:12 - Åskådare: 1 058          | HPK Naiset                            | 0 - 3 | VK Dinamo Krasnodar      | 19-25, 18-25, 12-25               |

#### Kvalificerade lag
- Lokomotiv Baku
- Béziers Volley
- Imoco Volley
- MKS Dąbrowa Górnicza
- Galatasaray SK
- VK Dinamo Krasnodar
- CV Logroño
- Trefl Sopot

### Kvartsfinaler

#### Match 1
| 14 januari 2015 Hala Centrum, Dąbrowa Górnicza Speltid: 2h:01 - Åskådare: 1 500 | MKS Dąbrowa Górnicza | 3 - 2 | Galatasaray SK      | 25-17, 20-25, 25-21, 17-25, 15-9 |
| 13 januari 2015 Palacio de La Rioja, Logroño Speltid: 1h:06 - Åskådare: 800     | CV Logroño           | 0 - 3 | Béziers Volley      | 20-25, 23-25, 16-25              |
| 14 januari 2015 PalaVerde, Villorba Speltid: 1h:53 - Åskådare: 2 900            | Imoco Volley         | 3 - 1 | Trefl Sopot         | 25-20, 21-25, 25-21, 25-13       |
| 14 januari 2015 A.Y.S. Sport Hall, Baku Speltid: 1h:24 - Åskådare: 1 300        | Lokomotiv Baku       | 3 - 0 | VK Dinamo Krasnodar | 25-22, 25-18, 25-22              |

#### Match 2
| 22 januari 2015 Burhan Felek Spor Salonu, Istanbul Speltid: 1h:08 - Åskådare: 400 | Galatasaray SK      | 3 - 0 | MKS Dąbrowa Górnicza | 25-19, 25-11, 25-20                   |
| 20 januari 2015 Palais des Sports, Agde Speltid: 1h:09 - Åskådare: 948            | Béziers Volley      | 3 - 0 | CV Logroño           | 25-18, 25-14, 25-20                   |
| 22 januari 2015 Ergo Arena, Sopot Speltid: 1h:29 - Åskådare: 1 800                | Trefl Sopot         | 3 - 0 | Imoco Volley         | 25-20, 25-18, 25-12 Golden set: 15-9  |
| 20 januari 2015 Dvorec sporta Olimp, Krasnodar Speltid: 1h:40 - Åskådare: 3 100   | VK Dinamo Krasnodar | 3 - 0 | Lokomotiv Baku       | 25-14, 25-19, 25-17 Golden set: 15-13 |

#### Kvalificerade lag
- Béziers Volley
- Galatasaray SK
- VK Dinamo Krasnodar
- Trefl Sopot

### Challenge Round

#### Match 1
| 5 mars 2015 Dvorec sporta Olimp, Krasnodar Speltid: 1h:03 - Åskådare: 1 100 | VK Dinamo Krasnodar | 3 - 0 | Volley-Ball Nantes | 25-12, 25-17, 25-11        |
| 3 mars 2015 Palais des Sports, Agde Speltid: 1h:43 - Åskådare: 700          | Béziers Volley      | 1 - 3 | Rabita Baku        | 22-25, 28-26, 14-25, 21-25 |
| 4 mars 2015 Blinov S&C Complex, Omsk Speltid: 1h:30 - Åskådare: 3 300       | VK Omitjka          | 3 - 0 | Galatasaray SK     | 25-19, 28-26, 25-22        |
| 3 mars 2015 Sala Sporturilor, Bacău Speltid: 1h:22 - Åskådare: 400          | CS Știința Bacău    | 0 - 3 | Trefl Sopot        | 15-25, 21-25, 18-25        |

#### Match 2
| 12 mars 2015 Complexe Sportif Beaulieu, Nantes Speltid: 1h:14 - Åskådare: 1 750    | Volley-Ball Nantes | 0 - 3 | VK Dinamo Krasnodar | 21-25, 17-25, 17-25                          |
| 12 mars 2015 Sarhadchi Sport Olympic Center, Baku Speltid: 1h:04 - Åskådare: 1 300 | Rabita Baku        | 3 - 0 | Béziers Volley      | 25-16, 25-22, 25-17                          |
| 10 mars 2015 Burhan Felek Spor Salonu, Istanbul Speltid: 2h:06 - Åskådare: 550     | Galatasaray SK     | 3 - 1 | VK Omitjka          | 25-13, 25-27, 25-23, 25-15 Golden set: 15-12 |
| 10 mars 2015 Ergo Arena, Sopot Speltid: 1h:08 - Åskådare: 1 500                    | Trefl Sopot        | 3 - 0 | CS Știința Bacău    | 25-14, 25-17, 25-13                          |

#### Kvalificerade lag
- Rabita Baku
- Galatasaray SK
- VK Dinamo Krasnodar
- Trefl Sopot

### Semifinaler

#### Match 1
| 24 mars 2015 Dvorec sporta Olimp, Krasnodar Speltid: 1h:41 - Åskådare: 2 180 | VK Dinamo Krasnodar | 3 - 1 | Rabita Baku    | 25-20, 18-25, 25-23, 25-22 |
| 24 mars 2015 Ergo Arena, Sopot Speltid: 1h:17 - Åskådare: 2 100              | Trefl Sopot         | 3 - 0 | Galatasaray SK | 25-20, 25-22, 25-19        |

#### Match 2
| 28 mars 2015 Sarhadchi Sport Olympic Center, Baku Speltid: 1h:15 - Åskådare: 1100 | Rabita Baku    | 0 - 3 | VK Dinamo Krasnodar | 23-25, 19-25, 20-25               |
| 28 mars 2015 Burhan Felek Spor Salonu, Istanbul Speltid: 2h:22 - Åskådare: 1 000  | Galatasaray SK | 2 - 3 | Trefl Sopot         | 25-18, 29-27, 26-28, 29-31, 13-15 |

#### Kvalificerade lag
- VK Dinamo Krasnodar
- Trefl Sopot

### Final

#### Match 1
| 7 april 2015 Dvorec sporta Olimp, Krasnodar Speltid: 1h:21 - Åskådare: 2 000 | VK Dinamo Krasnodar | 3 - 0 | Trefl Sopot | 25-18, 25-20, 25-22 |

#### Match 2
| 11 april 2015 Ergo Arena, Sopot Speltid: 2h:19 - Åskådare: 6 120 | Trefl Sopot | 3 - 1 | VK Dinamo Krasnodar | 26-24, 18-25, 26-24, 25-22 Golden set: 10-15 |

#### Mästare
- VK Dinamo Krasnodar